# HD 125632
HD 125632，又名BD+55 1678，SAO 29098、HR 5372，是一颗恒星，视星等为6.53，位于銀經99.05，銀緯58.02，其B1900.0坐标为赤經14h 15m 36.7s，赤緯+55° 58.02′ 25″。